# Tyto
Tyto (типичне кукувије) род је сова који укључује све припаднике фамилије кукувија, сем лучних сова (потфамилија Phodilinae, род Phodilus). Тамније су боје на леђима него на предњем делу тела, углавном наранџасто-браон боје, тако да предња страна представља светлију верзију леђа или само прошарану верзију, мада су варијације честе међу врстама. Типичне кукувије имају подељени фацијални диск срцастог облика, а немају ушно перје типично за остале сове. Припаднице овог рода су углавном веће од врста из рода лучних сова. Име tyto (грч. τυτώ) представља грчку ономатопеју за сове.
Током еволуције, типичне кукувије су показале боље могућности за колонизацију одређених острва у односу на друге врсте. Неколико таквих острвских врста је изумрло, неке одавно, а неке у скоријој прошлости. Један број изолованих врста типичних кукувија са Медитерана и Кариба био је веома великог или чак гигантског раста.

## Систематика
- Tyto tenebricosa
- Tyto multipunctata
- Tyto novaehollandiae
  - Tyto (novaehollandiae) castanops
- Tyto aurantia
- Tyto sororcula или Tyto (novaehollandiae) sororcula
  - Tyto (sororcula) cayelii или Tyto (novaehollandiae) cayelii - дуго је била позната по два примерка виђена 1898. и 1921. године, док снимање гласа није потврдило њено даље постојање 2009. године
- Tyto almae
- Tyto manusi или Tyto (novaehollandiae) manusi
- Tyto nigrobrunnea
- Tyto inexspectata
- Tyto rosenbergii
  - Tyto rosenbergii pelengensis - вероватно изумрла средином 20. века
- Tyto alba
  - Tyto (alba) delicatula
  - Tyto (alba) deroepstorffi
- Tyto glaucops
- Tyto soumagnei
- Tyto capensis
- Tyto longimembris

### Ране праисторијске врсте
- Tyto sanctialbani (средњи - касни миоцен) - претходно у Strix, укључује T. campiterrae
- Tyto robusta (касни миоцен/рани плиоцен, Италија)
  - Tyto (robusta) gigantea (касни миоцен/рани плиоцен, Италија)
- Tyto balearica (касни миоцен - средњи плеистоцен)
- Tyto mourerchauvireae (средњи плеистоцен, Сицилија, Медитеран)
- Tyto jinniushanensis (плеистоцен, Кина)
- Tyto sp. 1
- Tyto sp. 2

### Касне праисторијске врсте
Меланезија:
- Tyto cf. novaehollandiae[1]
- Tyto cf. novaehollandiae (Нова Ирска)
- Tyto cf. alba/aurantiaca (Нова Ирска)[1]
- ?Tyto letocarti (Нова Каледонија)

Кариби:
- Tyto cavatica (Порторико)
- Tyto noeli (Куба)
- Tyto riveroi (Куба)
- Tyto sp. (Куба)
- Tyto ostologa
- Tyto pollens (Андрос, Бахами)
- Tyto neddi (Барбуда, можда и Антигва)

Медитеран:
- Tyto melitensis (Малта) - претходно у роду Strix